# Іларіон (архімандрит Печерський)
Іларіон I (д/н —1554) — церковний діяч часів Великого князівства Литовського. Не слід плутати з Іларіоном II Пісочинським.

## Життєпис
Про походження нічого невідомо. Вперше і востаннє згадується в королівській грамоті Сигізмунда II Августа на поновлення в Лаврі общинножительства від 15 серпня 1551 року. Тут йдеться про поновлення общинножительства, але в порівнянні з грамотою від 1522 року відсутня стаття про вибори архімандрита.
Продовжив політику попередників щодо захисту майнових прав монастиря. Помер 1554 року. Наступним архімандритом став Йосип II.